# Quan niệm của Kitô giáo về hỏa ngục

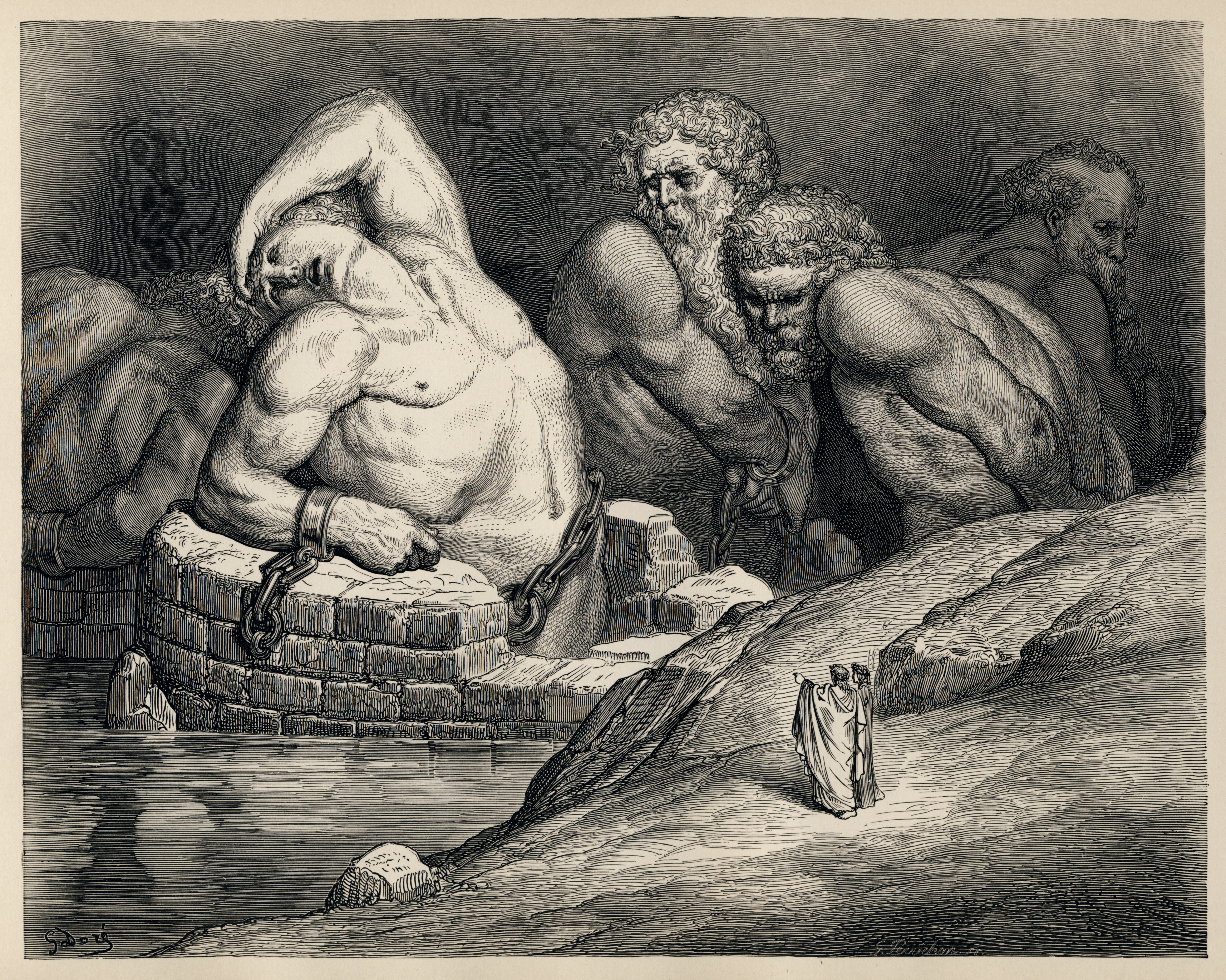
Hỏa ngục

Theo thần học Kitô giáo, hỏa ngục là nơi chốn hay trạng thái dành cho tội nhân không hoán cải, theo phán xét của Thiên Chúa diễn ra trong ngày chung thẩm, hoặc ngay sau khi chết (phán xét riêng). Các đặc điểm của hỏa ngục được rút ra từ Kinh Thánh, một số trong đó giải thích theo nghĩa đen dẫn tới quan niệm đại chúng về hỏa ngục. Các nhà thần học thường coi hỏa ngục là hậu quả lôgic của việc dùng ý chí tự do khước từ sự thông hiệp với Thiên Chúa, và bởi vì Thiên Chúa không ép buộc người ta phải tuân phục, hỏa ngục không mâu thuẫn với sự công bình và yêu thương của Thiên Chúa.